# Kangxi
Kangxi (manxú: ᡝᠯᡥᡝ ᡨᠠᡳᡶᡳᠨ)  (Pequín, 4 de maig de 1654 - Antic Palau d'Estiu, 20 de desembre de 1722) fou un dels emperadors més poderosos de la Xina (el tercer de la dinastia Qing i el qui va regnar més temps (més de 60 anys, del 1661 al 1722). D'origen manxú, fou un mecenes de l'art i la cultura xinesa. Això no obstant, l'obligació de dur el pentinat manxú i la seva manera de vestir, aliens a la cultura xinesa, va causar conflictes. El seu successor fou Yongzheng, fill de Kangxi i Xiaogongren, una de les quatre esposes emperadrius que va tenir.

## Pujada al tron
El seu pare era l'emperador Shunzhi i la seva mare l'emperadriu Xiaokangzhang. Quan Shunzhi va morir de verola, Kangxi va iniciar el seu regnat, però només tenia 7 anys i les tasques de govern van quedar a càrrec de quatre regents, tenint la seva àvia, la Gran Emperadriu Xiaozhuang, un paper destacat. Durant el seu primer any el Príncep de Gui, el darrer pretendent al tron Ming, fou executat.

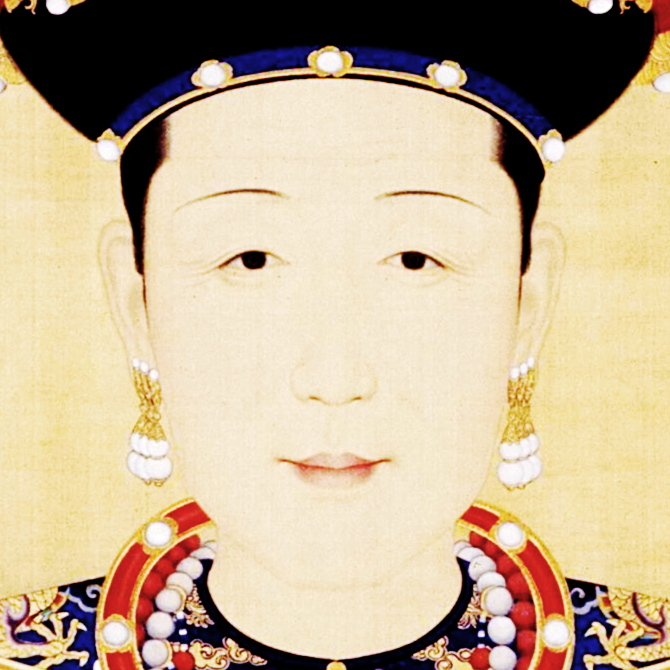
L'emperadriu Xiaogongren

## Consolidació del seu poder
Ja adolescent, s'enfrontà a les ambicions del regent Oboi, cosa que li facilità el camí vers el poder absolut. Mentre al nord els militars manxús controlaven el país, al sud, muntanyenc i d'un clima diferent, va saber guanyar-se la col·laboració de part de la noblesa militar d'ètnia xinesa, i els encarregà l'administració local i la recaptació d'impostos.

## Expansió territorial
Des de voltant de 1640, els russos havien entrat a la conca de l'Amur des del nord, en terres reclamades pels manxús, que iniciaven la conquesta de la Xina, completada la dècada de 1680 quan van eliminant als últims estats successors Ming al sud. A canvi d'assegurar el control d'aquests territoris, Kangxi va permetre certa autonomia en el govern, cosa que va permetre l'increment del poder d'aquesta elit, que va originar la rebel·lió dels tres feudataris que comptà amb suport popular. Un cop vençuda, Kangxi va dirigir els seus esforços cap a l'illa de Taiwan, on es refugiaven els darrers partidaris dels Ming governats pel fill de Zheng Jing, Zheng Ke-Shuang, ambdós descendents de Koxinga des que havien conquerit l'illa a la Companyia Neerlandesa de les Índies Orientals establint el Regne de Tungning també va ser conquerida per les forces de l'Imperi Qing el 1683. Quan incorporà aquesta illa a l'imperi, les seves preocupacions foren els territoris del nord, on volia evitar una aliança entre els russos i els mongols.
El Tractat de Nértxinsk de 1689 entre el Tsarat Rus i els Qing va establir les fronteres definitives el 1689 a canvi d'algunes concessions comercials pels russos, que es quedarien al nord del riu Amur. Aquest acord va permetre-li de combatre els mongols orientals.

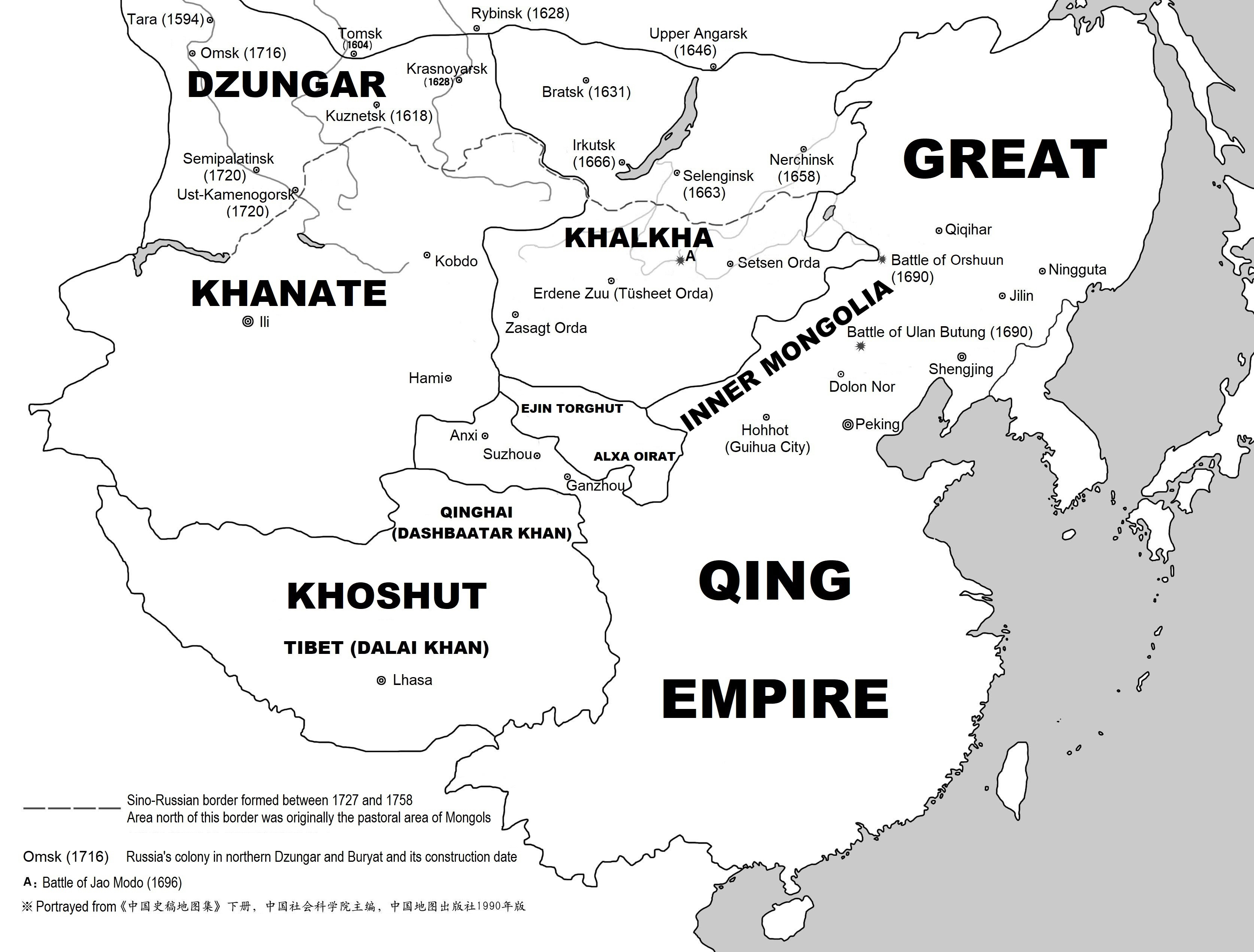
Xina al 1689

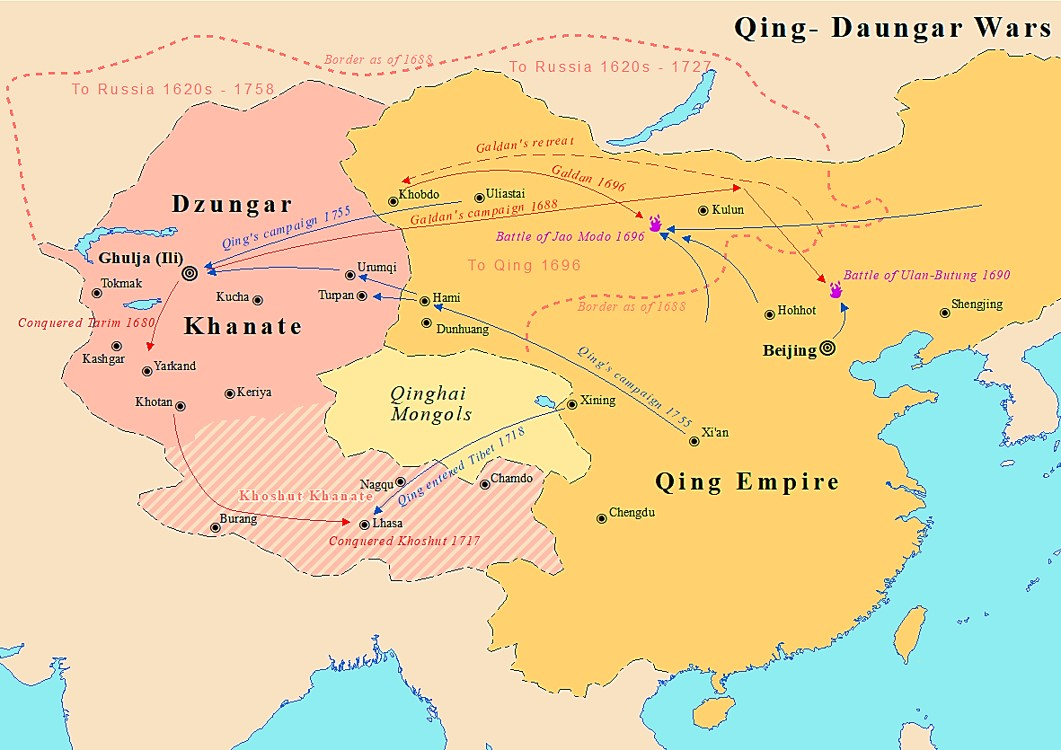
Mapa que mostra les guerres jungar-Qing amb la ubicació de la batalla d'Ulan Butung

El 1688 el cap dels jungars, Galdan Boshughtu Khan, va atacar els khalkha des de l'oest i va envair el seu territori, i els khalkha van creuar el desert de Gobi i van demanar ajuda a l'Imperi Qing a canvi de la seva submissió. El 1690, les forces els jungars i els Qing es van enfrontar a la batalla d'Ulan Butung a la Mongòlia Interior, en la qual els Qing finalment van sortir vencedors. El 1696 i el 1697 l'emperador Kangxi va dirigir personalment campanyes contra el Kanat de Jungària a la primera guerra entre els jungars i els Qing. La secció occidental de l'exèrcit Qing va derrotar les forces de Galdan a la batalla de Jao Modo i d'aquesta manera controlaren les rutes comercials de Mongòlia Exterior.
Tseren Dondup, el germà del kan jungar Tsewang Rabtan, va envair el Kanat de Khoshut el 1717, va destituir Yeshe Gyatso, va matar Lha-bzang Khan i va saquejar Lhasa. L'emperador Kangxi va prendre represàlies el 1718, però la seva expedició militar va ser aniquilada pels jungars a la Batalla del Riu Salween, no gaire lluny de Lhasa.  Una segona expedició més gran enviada per Kangxi, juntament amb les forces tibetanes sota Polhanas de Tsang i Kangchennas (també escrit Gangchenney), el governador del Tibet occidental, va expulsar els jungars del Tibet el 1720. Van portar Kelzang Gyatso amb ells de Kumbum a Lhasa i el van instal·lar com el 7è Dalai Lama el 1721. Els habitants de Turfan i Pichan van aprofitar la situació per rebel·lar-se sota un cap local, Amin Khoja, i van abandonar la dinastia Qing.

## La cultura durant el regnat de Kangxi
Subvencionades per l'estat, es van produir 57 grans publicacions oficials. Una de les iniciatives culturals del regnat de Kangxi va ser la publicació de la Història oficial de la dinastia Ming (Ming shi). Una altra va consistir en la compilació enciclopèdica il·lustrada Gujin tushu jicheng. També és del seu regnat la recopilació de poetes de la dinastia Tang, anomenada Quantangshi que reuneix més de 48.900 poesies i 2.200 poetes. Finalment, també es van publicar dos diccionaris: el Peiwen yunfu, d'expressions de dos o tres caràcters classificats, i el famós diccionari de caràcters Kanxi zidian, que fou una eina molt útil per als sinòlegs europeus. El mecenatge cultural no va ser obra només de l'estat, ja que rics mercaders també hi van participar.

## El cristianisme a la Xina
L'emperador Kangxi, contemporani del rei francès Lluís XIV, va permetre obrir la Xina a la influència budista i cristiana. Els jesuïtes van tenir un gran protagonisme en els afers exteriors del país. Aquests religiosos van fer conèixer als xinesos els darrers progressos en matemàtiques i astronomia occidentals (continuant la tasca de Matteo Ricci en matèria d'intercanvis culturals durant l'anterior dinastia Ming), i consideraven que Kangxi era un emperador tolerant.
El 1693, l'emperador afectat d'una greu malaltia i molta febre no va trobar remei en la medicina tradicional xinesa i va rebre l'ajut dels jesuïtes Jean-François Gerbillon, Joachim Bouvet i Jean de Fontaney (del grup dels anomenats "matemàtics del rei") i gràcies a la utilització de la quinina (a partir de la Cinchona officinalis) l'emperador va superar la malaltia amb èxit. Com a mostra de gratitud va obsequiar els jesuïtes amb una casa i uns terrenys, on posteriorment s'hi va construir l'església de Beitang o Església del Salvador a Pequín, inaugurada el 9 de desembre de 1703. Tot plegat ho explica Jean de Fontaney en una carta dirigida al Pare Lachaise (de La Chaise en l'original), datada el 15 de febrer de 1703.
Els catòlics no van ser els únics que van poder establir una missió a Pequín; el 1715 els ortodoxos russos van convertir la seva en una ambaixada de facto, gran privilegi del qual altres països no van poder gaudir durant molt de temps.
Malgrat tot, en els darrers any de Kangxi i la seva implicació en la Controvèrsia dels Ritus, el catolicisme va haver de suportar un duríssim control per part de les autoritats imperials que va significar un punt d'inflexió: el catolicisme seria prohibit a la Xina.

## L'economia en el temps de Kangxi
En els seus inicis, el canvi de dinastia va significar un perjudici per l'economia de la Xina després de tants conflictes bèl·lics. Kangxi va adoptar una sèrie de mesures per aconseguir el màxim benestar per a la població del país. Va estimular la reconversió de terrenys en terres aptes per a l'agricultura. També va rehabilitar obres d'enginyeria hidràulica en els rius Groc i Huai i en diversos canals, i va dur a terme millores en les carreteres. Va millorar la burocràcia establint visites al sud del Gran Canal i amb les visites d'inspecció al sud. El sistema fiscal va ser reformat, i fins i tot va haver-hi una reducció d'impostos sobre la terra. Totes aquestes mesures van significar un desenvolupament de l'agricultura i una recuperació de l'economia anteriorment tan malmesa. Els anys de Kangxi i Qianlong són considerats com anys de prosperitat.